# Bulbophyllum arfakianum
Bulbophyllum arfakianum là một loài phong lan thuộc chi Bulbophyllum.

## Hình ảnh

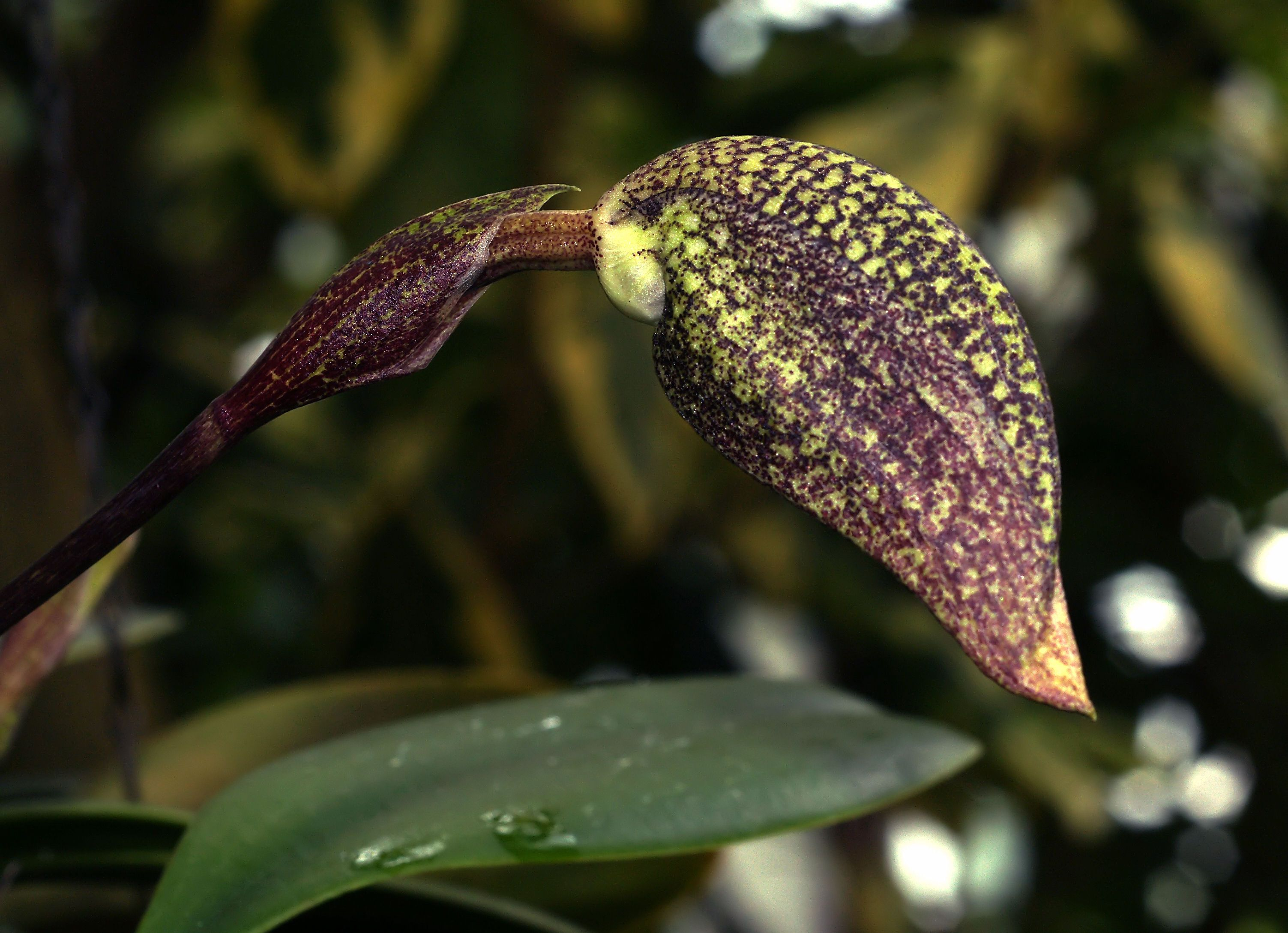
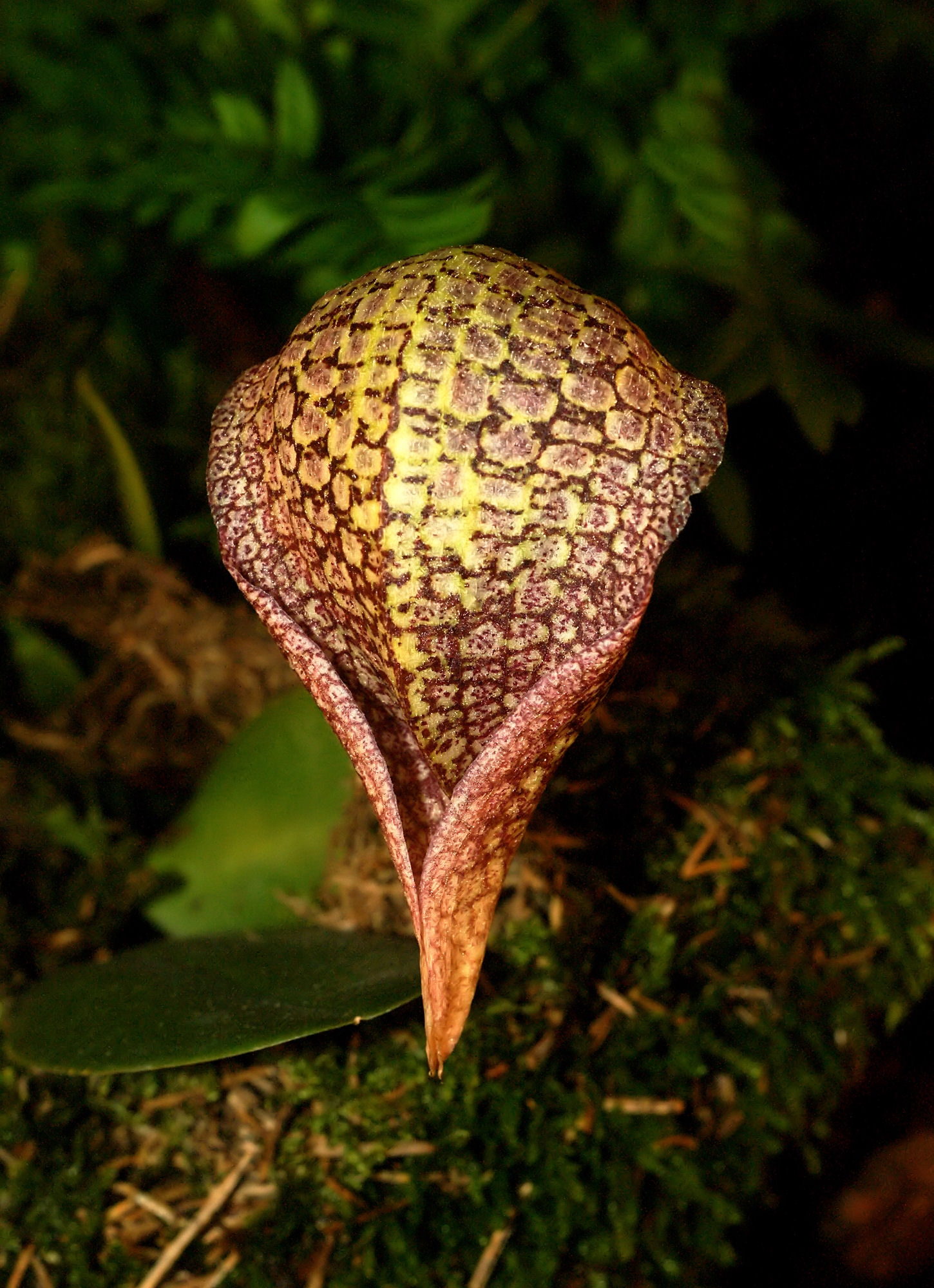